# USS Rodgers
El USS Rodgers fue un ballenero de vapor estadounidense de 420 toneladas. Botado en 1879 con el nombre de Mary and Helen, fue adquirido por la Marina de los Estados Unidos después de que el Congreso, asediado tanto por los electores como por las agencias gubernamentales, asignara 175.000 dólares "para permitir al Secretario de la Marina fletar o comprar, equipar y suministrar un buque para la búsqueda del USS Jeannette y de otros buques que pudieran necesitar ayuda durante dicha travesía; siempre que el buque esté tripulado en su totalidad por voluntarios de la Marina". Los "otros buques" de interés más inmediato eran dos balleneros, el Vigilant y el Mount Wollaston, desaparecidos en el Océano Ártico desde 1879.

## Hundimiento

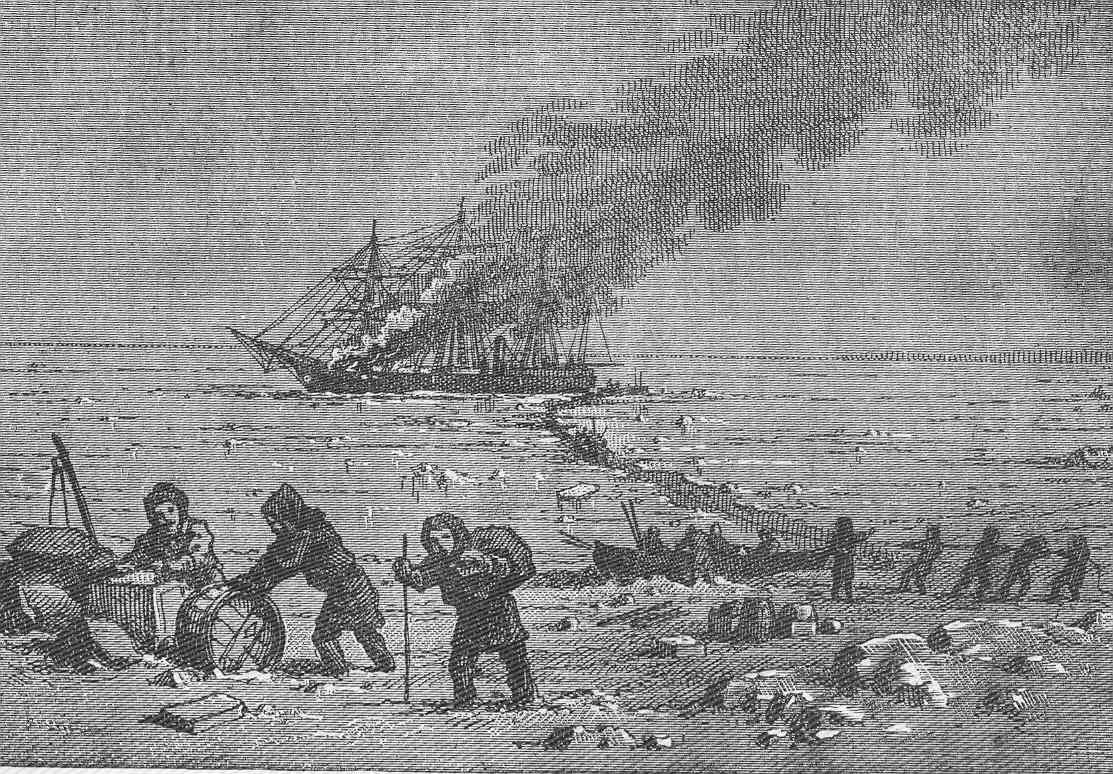
Los incendios seguían ardiendo cuando el antiguo ballenero fue abandonado

El 8 de octubre de 1881, Rodgers puso rumbo al Golfo de San Lorenzo, donde el mal tiempo impidió el traslado a tierra de gran parte de sus provisiones y suministros. El 30 de noviembre se declaró un incendio en la bodega, que seguía estando abarrotada. A lo largo del día se retiraron las provisiones para facilitar la lucha contra el fuego, pero a medianoche las llamas seguían ardiendo y el antiguo ballenero fue abandonado.
Rodgers remontó la bahía con las jarcias y las velas en llamas. A primera hora del día siguiente explotó su cargador. La tripulación se refugió en un campamento provisional en tierra hasta el día siguiente, cuando se trasladaron al pueblo de Noomamoo, a siete millas (10 km) de distancia. Divididos en cuatro grupos, la mayoría de la tripulación pasó el invierno allí y en tres pueblos cercanos.
Mientras la tripulación se adaptaba a la vida en tierra, el teniente Berry se dispuso a informar del incendio al campamento de Putnam. Mientras tanto, el capitán Putnam se había enterado del desastre y había partido hacia la bahía con suministros para socorrer a los supervivientes. Putnam llegó a la bahía de San Lorenzo, pero al regresar a su campamento se perdió en una ventisca y quedó a la deriva en un témpano de hielo. Durante un mes se le buscó infructuosamente a lo largo de la costa.

## Consecuencias

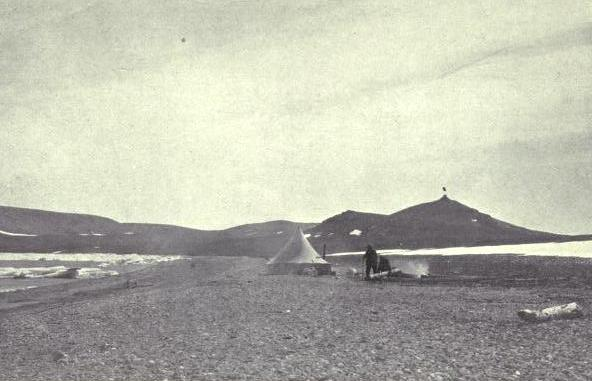
Vista del puerto de Rodgers

El 8 de febrero de 1882, un grupo al mando del teniente Berry, que aún no se había enterado de la pérdida de Putnam, emprendió otra búsqueda a lo largo de la costa en busca de la tripulación de Jeanette. El 24 de marzo llegaron al puesto ruso de Nishne y se enteraron de que parte de la tripulación del Jeanette había desembarcado en la desembocadura del río Lena en septiembre. Berry y su grupo regresaron a casa desde Nishne.
El resto de la tripulación zarpó de la bahía de San Lorenzo en mayo a bordo del ballenero North Star, de New Bedford, y posteriormente fueron transferidos al cúter de rentas USRC Thomas Corwin. Regresaron a San Francisco pasando por Sitka, Alaska. Durante la escala en Sitka, los dos cirujanos del Rodgers tuvieron que ocuparse de las epidemias locales de sarampión y escarlatina.
El 12 de marzo de 1883, el Congreso asignó 3.000 dólares para "recompensar adecuadamente a los nativos de la bahía de San Lorenzo y sus alrededores que alojaron, alimentaron y ofrecieron otras atenciones a los oficiales y hombres del USS Rodgers".
El puerto de Rodgers, en la isla de Wrangel, lleva el nombre de este buque.